# 경북대학교 사범대학 부설중학교
경북대학교 사범대학 부설중학교(慶北大學校 師範大學 附設中學校)는 대한민국 대구광역시 중구 대봉동에 있는 국립 중학교이다.

## 학교 연혁
- 1946년 10월 15일 : 대구사범대학 부속중학교로 발족(4개학년, 8학급 편성)
- 1947년 3월 21일 : 초대 신현길 교장 취임
- 1948년 6월 9일 : 제1회 졸업식 거행
- 1951년 9월 12일 : 학제 변경에 의하여 중학교와 고등학교로 분리함에 따라 신제 중학교(3년제)로 개편됨
- 1952년 5월 28일 : 경북대학교 사범대학 부속중학교로 개칭
- 1969년 6월 24일 : 도서관 준공
- 1972년 9월 20일 : 신축 본관 교사 준공식 거행
- 1981년 3월 2일 : 배구부 창단
- 1981년 9월 1일 : 교조(비둘기), 교목(담쟁이), 교화(도라지) 제정
- 1999년 12월 20일 : 신축 교사 준공식 거행
- 2001년 3월 2일 : 경북대학교 사범대학 부설중학교로 교명 변경
- 2020년 9월 1일 : 제18대 윤서화 교장 취임
- 2022년 2월 9일 : 제77회 졸업식(남 76명, 여 112명, 졸업생 총 24,312명)
- 학교에 사건사고가 많음(그래서 학교앞에 응급실임.)

## 참고 자료
- 경북대학교 사범대학 부설중학교 - 한국교육학술정보원 학교알리미